# Children of the Universe
Children of the universe (Nederlands: Kinderen van het heelal) is een single van de Britse zangeres Molly. Molly schreef het lied zelf samen met Anders Hansson. Het was de Britse inzending voor het Eurovisiesongfestival 2014 in Kopenhagen, Denemarken. Omdat het Verenigd Koninkrijk tot de grote vijf behoort, is het automatisch geplaatst voor de finale. Daarin haalde het lied de 17de plaats.